# Ringo the 4th
Ringo the 4th (с англ. — «Ринго 4-й») — шестой студийный альбом Ринго Старра, выпущенный в 1977 году. Это действительно его шестой студийный альбом, но лишь четвёртый рок-альбом. Музыка в альбоме имеет более «танцевально-ориентированную» направленность, нехарактерную обычно для Ринго.
После коммерческого неуспеха своего альбома 1976 года Ringo’s Rotogravure, Ринго Старр решил изменить подход к работе, когда его друзья — известные музыканты (в особенности старые приятели, бывшие «битлы») писали для него песни и играли на его альбомах. Вместо этого он стал более плотно сотрудничать с музыкантом, автором песен и продюсером Вини Понциа, с которым он написал несколько песен для очередного альбома Ringo the 4th, продолжая, однако привлекать к работе и других музыкантов: в частности, Дэвид Фостер сыграл на клавишных в нескольких песнях, а Мелисса Манчестер и Бетт Мидлер наряду с другими участвовали в записи бэк-вокала.
Продюсером альбома вновь, как и на Ringo’s Rotogravure, стал Ариф Мардин. Фотографии для обложки сделала приятельница Старра в то время, Нэнси Ли Эндрюс.

## Выпуск альбома и переиздания
Ringo the 4th был выпущен в Великобритании лейблом Polydor 20 сентября 1977, в США лейблом Atlantic 30 сентября 1977.
18 августа 1992 альбом был переиздан на CD-диске в США лейблом Atlantic Records без каких-либо бонус-треков.
Песня «Wings» была вновь записана много лет спустя и вышла на альбоме Старра 2012 года Ringo 2012, а также на сингле к нему.

## Список композиций
Авторство всех песен — Ричард Старки и Вини Понциа, кроме указанных особо.
| №  | Название                      | Автор(ы)                 | Длительность |
| -- | ----------------------------- | ------------------------ | ------------ |
| 1. | «Drowning in the Sea of Love» | Kenny Gamble, Leon Huff  | 5:09         |
| 2. | «Tango All Night»             | Steve Hague, Tom Seufert | 2:58         |
| 3. | «Wings»                       |                          | 3:26         |
| 4. | «Gave It All Up»              |                          | 4:41         |
| 5. | «Out on the Streets»          |                          | 4:29         |

| №   | Название                           | Автор(ы)                     | Длительность |
| --- | ---------------------------------- | ---------------------------- | ------------ |
| 6.  | «Can She Do It Like She Dances»    | Steve Duboff, Gerry Robinson | 3:12         |
| 7.  | «Sneaking Sally Through the Alley» | Allen Toussaint              | 4:17         |
| 8.  | «It’s No Secret»                   |                              | 3:42         |
| 9.  | «Gypsies in Flight»                |                              | 3:02         |
| 10. | «Simple Love Song»                 |                              | 2:57         |

## Участники записи
- Ринго Старр — барабаны, вокал
- David Spinozza, John Tropea, Jeff Mironov, Cornell Dupree, Lon Van Eaton, Dick Fegy, Danny Kortchmar, David Bromberg — гитара
- Тони Левин, Chuck Rainey, Hugh McDonald — бас-гитара
- Don Grolnick, Дэвид Фостер, Richard Tee, Jeff Gutcheon — клавишные
- Ken Bichel — синтезатор
- Стив Гэдд — барабаны
- Майкл Брекер — саксофон
- Randy Brecker — труба
- Don Brooks — губная гармоника
- Arnold McCuller, Brie Howard, David Lasley, Debra Gray, Duitch Helmer, Jimmy Gilstrap, Joe Bean, Лютер Вандросс, Lynn Pitney, Marietta Waters, Maxine Anderson, Melissa Manchester, Rebecca Louis, Robin Clark, Вини Понциа, Бетт Мидлер — бэк-вокал